# Пролетарский (Ейский район)
Пролета́рский — посёлок в Ейском районе Краснодарского края. Входит в состав Ейского сельского поселения.

## Население
| 2002 | 2010 |
| ---- | ---- |
| 176  | ↗178 |

## Улицы
| - ул. Зелёная, - ул. Ленина, - ул. Парковая, - ул. Производственная, | - ул. Пролетарская, - ул. Рабочая, - ул. Спортивная. |